# مبانداكا
مبانداكا هي مدينة تقع على نهر الكونغو في جمهورية الكونغو الديمقراطية.